# Забелче (Люблінське воєводство)
Забелче (пол. Zabełcze) — село в Польщі, у гміні Аннополь Красницького повіту Люблінського воєводства.
Населення — 88 осіб (2011).
У 1975-1998 роках село належало до Тарнобжезького воєводства.

## Демографія
Демографічна структура станом на 31 березня 2011 року:
|          | Загалом | Допрацездатний вік | Працездатний вік | Постпрацездатний вік |
| -------- | ------- | ------------------ | ---------------- | -------------------- |
| Чоловіки | 41      | 7                  | 24               | 10                   |
| Жінки    | 47      | 5                  | 23               | 19                   |
| Разом    | 88      | 12                 | 47               | 29                   |